# XRCO殿堂
XRCO殿堂（XRCO Hall of Fame）は、XRCO賞における一部門で、アダルト業界で特筆すべき業績を残した個人及び作品に対して栄誉を称える目的で贈られる称号である。

## 殿堂メンバー

### 女優
| - 1985 ジョージナ・スペルヴィン - 1985 ティナ・ラッセル - 1985 レネ・ボンド - 1985 マリリン・チェンバース - 1985 シャロン・ソープ - 1986 アネット・ヘブン - 1987 レスリー・ボーベイ - 1988 シャロン・ミッチェル - 1988 コリーン・ブレナン（シャロン・ケリー） - 1989 シャロン・ケーン - 1989 グロリア・レナード - 1990 ケイ・パーカー - 1990 スザンヌ・マクベイン - 1991 セカ - 1991 ヴェロニカ・ハート - 1991 エリカ・ボイヤー - 1992 ヴァネッサ・デル・リオ - 1993 デザレー・クストー - 1993 リサ・デリュー - 1994 ハイアペイシャ・リー - 1994 デビー・ダイアモンド - 1995 シャナ・マックロー - 1995 ジンジャー・リン - 1995 クリスティ・キャニオン - 1996 アンバー・リン - 1996 ニナ・ハートレー - 1997 デザレー・ウェスト - 1997 ジーナ・ファイン - 1998 ビオンカ - 1998 カリーナ・コリンズ - 1999 ケリー・ニコルズ - 1999 アニー・スプリンクル - 1999 バーバラ・デア - 1999 ジェシー・セント・ジェームズ - 1999 ショーナ・グラント | - 1999 en:Linda Wong - 2000 トリー・ウェルズ - 2001 ポルシェ・リン - 2001 トレイシー・アダムス - 2002 テリー・ウィーゲル - 2003 アシュリン・ギア - 2003 ティファニー・ミンクス - 2004 セレナ・スティール - 2005 ジェナ・ジェイムソン - 2006 ケイシャ - 2006 カイリー・アイルランド - 2007 フランチェスカ・レイ - 2007 ジャニーン - 2007 セレニティ - 2008 Chloe - 2008 ニッキー・ダイアル - 2008 シェイラ・ラヴォー - 2008 ジーニー・ペッパー - 2008 Stephanie Swift - 2009 ジュエル・デ・ナイル - 2009 レーナ - 2009 ミッシー - 2009 en:Joanna Storm - 2009 en:Angel Kelly - 2009 ステイシー・ヴァレンタイン - 2010 ジェダ・ファイア - 2010 サンセット・トーマス - 2010 イナリ・バックス - 2010 en:Nikki Charm - 2011 レイヴェネス - 2011 トリシア・デヴェロー - 2011 ジェシカ・ドレイク - 2011 en:Lynn LeMay - 2011 ジュリー・アシュトン - 2011 en:Aurora Snow | - 2012 ジェシー・ジェーン - 2012 ジェナ・ヘイズ - 2012 ジュリア・アン - 2013 リサ・アン - 2013 ベラドンナ - 2013 アレクサンドラ・シルク - 2014 Rebecca Bardoux - 2014 ストーミー・ダニエルズ - 2014 テラ・パトリック - 2014 テイラー・ウェイン - 2015 メリッサ・ヒル - 2016 ヒラリー・スコット - 2016 ブリアナ・バンクス - 2017 de:Ruby - 2017 es:Darla Crane - 2017 レイリーン - 2018 en:Devon - 2018 es:Micky Lynn - 2018 アレクシス・テキサス - 2019 アラナ・エヴァンス - 2019 ブランディ・ラヴ - 2019 フェニックス・マリー |

### 男優
| - 1985 ジョン・ホームズ - 1985 ハリー・リームス - 1985 ジェイミー・ギリス - 1985 エリック・エドワーズ - 1985 ジョン・レスリー - 1986 en:Paul Thomas - ハーシェル・サヴェージ - Jon Martin - ジョーイ・シルヴェラ - ランディ・ウェスト - ロン・ジェレミー - en:Mike Horner - トム・バイロン - マーク・ウォーリス - ピーター・ノース - 1995 en:Buck Adams - en:Don Fernando - 1998 en:Steve Drake | - 1999 ショーン・マイケルズ - 1999 T・T・ボーイ - 2000 ロッコ・シフレディ - en:Jake Steed - 2001 en:Billy Dee - 2002 ランディ・スピアーズ - 2006 マーク・デイビス - 2006 en:Jon Dough - 2006 pl:Blake Palmer - 2007 ミスター・マーカス - 2007 スティーヴン・セント・クロワ - 2008 en:Christoph Clark - 2009 レキシントン・スティール - 2010 en:Erik Everhard - 2010 エヴァン・ストーン - 2011 en:Dave Cummings - 2011 マニュエル・フェラーラ - 2012 ヴィンス・ヴォイヤー | - 2014 es:Mark Wood - 2014 en:Tony Montana - 2017 エリック・マスターソン - 2018 en:Kyle Stone - 2018 en:Mick Blue - 2018 es:Brandon Iron - 2019 Jay Crew - 2019 ラモン・ノマー - 2019 en:Steve Holmes |

### 製作者
| - 1985 デイヴィッド・F・フリードマン - 1985 ジェラルド・ダミアーノ - 1985 ラドリー・メツガー（ヘンリー・パリス） - 1986 アレックス・デレンジー - 1986 アンソニー・スピネリ (サム・ウェストン) - 1986 Howard Ziehm (Linus Gator) - ボブ・チン - en:Harold Lime - en:The Mitchell Brothers - en:Cecil Howard - en:Henri Pachard - Robert McCallum - Erik Anderson - チャック・ヴィンセント - 1993 F.J. Lincoln - 1993 en:Bobby Hollander - 1993 en:Bruce Seven - ジョン・スタグリアーノ | - 1995 グレゴリー・ダーク - Michael Carpenter - 1997 キャンディダ・ロイヤル - 1998 en:Ed Powers - Damon Christian - 2000 en:Patrick Collins - 2000 ジム・エンライト - 2001 Kirdy Stevens - 2002 アンドリュー・ブレイク - シーモア・バッツ - en:James Avalon - 2006 マイケル・ニン - 2007 Rinse Dream - 2008 Richard Mahler - 2008 スーズ・ランドール - 2009 ブラッド・アームストロング - 2009 en:Jules Jordan - 2012 en:Miles Long | - 2012 arz:Luc Wylder - 2013 es:Jonathan Morgan - 2013 Christian Mann - 2013 en:Rodney Moore - 2014 en:Axel Braun - 2015 Jeff Mullen - 2015 fa:Stoney Curtis - 2016 en:Mason - 2016 ジョアンナ・エンジェル - 2016 Raven Touchstone |

### 先駆者たち
| - ～1989 セレナ (女優) - ～1989 en:Darby Lloyd Rains - 1989 George S. McDonald - 1989 Sandi Carey - 1989 en:Sandy Dempsey - 1989 Ric Lutze - 1989 Jesse Adams - 1989 C・J・ラング - 1989 en:Cyndee Summers - 1989 ジョニー・キーズ - 1989 Richard Mailer - 1989 ウィリアム・マーゴールド - 1990 en:Bob Vosse - 1994 en:John Seeman - 1994 en:David Christopher | - 1994 en:Michael Morrison - 1997 Titus Moody - 1999 en:Roy Karch - 1999 Jim Malibu - 1999 ジュリエット・アンダーソン - 1999 en:Bobby Astyr - 1999 :en:George Payne - 2001 Dean Roberson - 2005 Jared Rutter - 2006 リチャード・パチェコ - 2007 ロニー・サンダース - 2007 メイ・リン - 2008 en:Robert Kerman - 2008 en:Abigail Clayton - 2008 en:Marc Stevens | - 2008 en:Lysa Thatcher - 2009 en:Kandi Barbour - 2010 Mike Ranger - 2012 ロンダ・ジョー・ペティ - 2014 ブリジット・ラーエ - 2015 John Seeman - 2015 en:Lasse Braun - 2015 en:Karen Summer - 2016 コンスタンス・マネー |

### その他の功労者
- 1993 Reb Sawitz
- 1993 アル・ゴールドスタイン
- ラリー・フリント
- 1993 en:William Rotsler
- 1995 en:Jim South
- 1997 Jeremy Stone
- John Rowberry
- 2002 en:Susie Bright
- 2004 en:Bill Liebowitz
- 2004 en:Jim Holliday
- 2004 Jared Rutter
- 2006 Doug Oliver
- 2006 ダニー・アッシュ
- 2007 Mark Kernes
- 2008 Paul Fishbein
- 2009 en:Roger T. Pipe
- 2011 ピーター・ヴァン・アール
- 2012 DEN Recob (CAVR.com)
- 2012 Tristen Taormino
- 2019 Art Koch

### 映画
| - 1985 『ディープ・スロート』 - 1985 『グリーンドア』 - 1985 『ミスティ・ベートーベン』 - 1986 『絶頂の日々/マダム3（スリー）エックス』（The Private Afternoons of Pamela Mann） - 1986 『スーパーラブマシーン・ジョアンナ』（Story of Joanna） - 1986 『ディープ・マシーン』（Honeypie） - 1986 『ミス・ジョーンズの背徳』 - 1986 『en:Femmes de Sade』 - 『アメリカ・ポルノ のけぞり/第一部・発情妻 第二部・浮気妻』（Wet Rainbow） - 『淫婦ジリアン』（en:Naked Came the Stranger） - 『淫婦』（3 A.M.） - 『アネット・ヘブンのスパークポルノ』（Desires Within Young Girls） - 『バーバラ・ブロードキャスト』（Barbara Broadcast） - 『ストレートポルノ/絶倫夫人』（The Other Side of Julie） - 『メイクラブ/テイク・オフ』（Take Off） - 『キャンディ・ストライパーズ』（en:Candy Stripers） - 『セックス・ワールド』（Sex World） - 『女教師/ハード・バック・エロ』（Easy） - 『バビロン・ピンク』（Babylon Pink） - 『U.S.A.セックスマシーン』（The Ecstasy Girls） - 『スペシャル・マシーン』（Pretty Peaches） - 『ハード・プッシュ』（Eruption） - 『USAスウィンガーセックス』（Baby Face） - 『スワッピング/人妻』（Jack & Jill） - 『プラチナ・パラダイス2』（en:Insatiable） - 『私に汚い言葉を云って』（Talk Dirty to Me） - 『Nightdreams』 - 『先天性アクメニアン』（Nothing to Hide） - 『Randy the Electric Lady』 - 『愛の終焉/カフェ・フレッシュ』（en:Café Flesh） - 『アナルージュ/獣咬』（Outlaw Ladies） - 『プラチナ・パラダイス』（Platinum Paradise） - 『オール・アメリカンガール/変態同窓会』（All American Girls） - 『ROOM MATES/ブルーコア』（Roommates） - 『ローズ色の娘たち/ディープ・ナマビジョン』（Sexcapades） - 『エロ・モデル/アダルト・セックス』（Bad Girls） - 『ワイフ・スペシャル/堕ちる』（Every Woman Has a Fantasy） - 『ファイヤーストーム/盲愛令嬢』（Firestorm） - 『ニュー・ウェイブ・フッカーズ/序章・禁じられた果実』（en:New Wave Hookers） - 『Night Hunger』 | - 『タブー・セックス/恥辱』（en:Taboo） - 『リトルガール・ブルー/牝犬の群れ』（Little Girls Blue） - 『タブー・アメリカン・スタイル』（Taboo, American Style） - 『Dangerous Stuff』 - 『White Bun Busters』 - 『Loose Ends』 - 『秘薬/バイオレンス・パワー』（Mary! Mary!） - 『ハリウッド・スキャンダル/悦楽の昼と夜』（Dixie Ray Hollywood Star） - 『en:Sensations』 - 『ヘビーペッティング』（Her Name was Lisa） - 『Aerobisex Girls』 - 『快楽夫人』（Anna Obsessed） - 『キャット・ウーマン/けもの技』（The Catwoman） - 『Buttman's Ultimate Workout』 - 『The Chameleon』 - 『Hot Pursuit』 - 『The Big Thrill』 - 『トリー・ウェルズのナイト・トリップス』（Night Trips） - 『The Dancers』 - 『シーザー/誘惑のバックショット』（Wild Goose Chases） - 『ワープ/背徳のメソッド』（Chameleons - Not The Sequel） - 『テクニシャン/貴婦人』（Amanda By Night） - 『Buttman's European Vacation』 - 『en:Black Throat』 - 2006 『フェイスダンス・フェイスダンス2』 (Face Dance Parts I, II、Evil Angel、1993年) - 2006 『Justine - Nothing to Hide II』(Cal Vista Films、1994年) - 2006 『ネオン・ナイツ』(Neon Nights、Command Video、1981年) - 2007 『未来性機ラバー・シティ』(Latex、en:Michael Ninn - VCA、1995) - 2008 『媚獣伝説/キャット・ウーマン (Curse of the Catwoman)』 - 2008 『調教実験/アマチュア・スペシャル (Reel People)』 - 2009 『飼われた女』 (Dog Walker、ジョン・レスリー・プロダクション、1994年) - 2010 『Whispered Lies』（Peter Davy - LBO） - 2013 『Fashionistas』（ジョン・スタグリアーノ - Evil Angel、2002年） - 2014 『Slave to Love』 (アレックス・デレンジー、1993年） - 2017 『ナイト・トリップス3』（House of Dreams、アンドリュー・ブレイク - Caballero、1990年） |

### 特別賞
- 1995 Michael Cates (for achievement in videography, cinematography, and editing)
- 1995 Carl Esser (in memorium)
- 2007 en:Anna Malle
- 2007 クリスティ・レイク (actress, director, industry supporter)
- 2008 エイジア・キャレラ
- 2009 H. Lewis Sirkin
- 2010 en:Phil Harvey
- 2015 Seymour Satin
- 2016 Jeff Vanzetti
- 2016 Houston Don
- 2016 en:Steve Hirsch
- 2016 Steve Orenstein

### ポルノのアウトロー
- 2009 en:Max Hardcore